# Лассе Шульц (футболіст, 2003)
Лассе Шульц (фін. Lasse Schulz, нар. 29 березня 2003, Гельсінкі, Фінляндія) — фінський футболіст, воротар данського клубу «Вендсюссель».

## Ігрова кар'єра

### Клубна
Лассе Шульц є вихованцем футбольної школи столичного клубу ГІК. 1 січня 2020 року у віці 16 - ти років футболіст перейшов до академії німецького клубу «Гройтер Фюрт». Сезон 2019/20 Шульц почав як гравець дублюючого складу «Гройтера» в Регіональній лізі. Наступний сезон воротаря внесли в заявку першої команди для участі у Другій Бундеслізі. 
Але в основі «Гройтера» Шульц не провів жодного матчу і в серпні 2023 року відбув в оренду в данський «Віборг» до кінця сезону.
У травні 2024 року стало відомо, що Шульц переходить до клубу Другого дивізіону чемпіонату Данії — «Вендсюссель», з яким підписав контракт на  три роки. 4 жовтня 2024 року у матчі Другого дивізіону проти клубу «Хіллеред» Лассе Шульц забив гол у ворота суперника, який дозволив його команді зіграти матч внічию.

### Збірна
Лассе Шульц має фінсько - німецьке коріння. З 2023 року він грає за молодіжну збірну Фінляндії.

## Особисте життя
Молодший брат Лассе — Ніклас Шульц грає в клубі італійської Серії D — «Гравіна».